# Детская железная дорога имени Кирова
Малая Южно-Донецкая железная дорога имени С. М. Кирова — ныне не существующая детская железная дорога. Действовала в Донецке, в Центральном парке культуры и отдыха имени А. С. Щербакова.
Дорога была открыта 24 ноября 1936 года. Дорога была названа в честь Сергея Мироновича Кирова, советского государственного и политического деятеля.
На этой детской железной дороге была только одна линия. Протяжённость дороги была более одного километра. Электропоезд "СС-1" состоял из трамвайного вагона системы "Нюрнберг" и прицепного вагона. Дорога проходила по всей территории парка и заканчивалась у железнодорожных путей металлургического завода.
На детской железной дороге имени Кирова были станции «Счастливое детство» (затем на её месте был построен летний кинотеатр «Зелёный»), «Октябренок». «Счастливое детство» была главной станцией, рядом с ней размещался учебный корпус.
В начале 1940-х годов планировалась реконструкция дороги. Для дороги был выделен паровоз, на Днепропетровском вагоноремонтном заводе было заказано пять вагонов, рассчитанных на 24 места. Была начата постройка нового пути на посёлок «Смолянка». Планировалось на этом новом пути продолжать использовать комбинированную тягу.
Дорога была закрыта в связи с началом Великой Отечественной войны. После войны детская железная дорога имени Кирова не восстанавливалась. В 1972 году в парке культуры и отдыха имени Ленинского комсомола была создана новая Малая Донецкая железная дорога имени В. В. Приклонского. Она состоит из двух станций «Пионерской» и «Шахтёрской» с крупными платформами, двух вокзалов, локомотивного депо, двух тепловозов и шести пассажирских вагонов.